# Ptyas carinata
Ptyas carinata là một loài rắn trong họ Rắn nước. Loài này được Günther mô tả khoa học đầu tiên năm 1858.
Loài này được tìm thấy ở Indonesia, Myanmar, Malaysia, Thái Lan, Philippines, Campuchia, Việt Nam và Singapore. 
Loài ít được biết đến này có lẽ là loài lớn nhất còn tồn tại trong họ Rắn nước đa dạng chỉ bao gồm hơn một nửa số loài rắn còn sống. Chiều dài của rắn trưởng thành đo được ở các địa điểm tại Đài Loan là 1,21 đến 2,75 m (4 ft 0 in đến 9 ft 0 in). Tuy nhiên, kích thước tối đa được ghi nhận là khoảng 4 m (13 ft 1 in). Con đực được báo cáo là lớn hơn một chút so với con cái. Chúng có thể là những kẻ săn mồi cơ hội đối với nhiều loại con mồi, chẳng hạn như loài gặm nhấm, mặc dù thằn lằn trưởng thành được cho là con mồi đáng kể ở Indonesia.